# Kolumbo
A Kolumbo (görögül: Κολούμπο) egy aktív tenger alatti vulkán Görögországban, az Égei-tengeren, a Kolumbo-foktól mintegy 8 km-re északkeletre, Szantorini szigete mellett. A Szantorinitól északkeletre húzódó, mintegy húsz tenger alatti vulkáni kúpból álló sor legnagyobbja,  átmérője mintegy 3 km, krátere 1,5 km átmérőjű. 1649-1650-ben fedezték fel először, amikor egy kitörés során rövid időre a felszínre bukkant. A Smithsonian Intézet Global Volcanism Programja a Szantorini-vulkán részeként kezeli, bár több forrás azt állítja, hogy ez egy különálló magmarendszerű vulkán.

## Története
Egy 1650-ben bekövetkezett kitörés, amikor a felhalmozódó kúp elérte a felszínt, piroklasztikus áramlatokat indított a tenger felszínén keresztül Szantorini partjaira és lejtőire, ahol mintegy hetven ember meghalt és sok állat elpusztult. A kialakult fehér habkőből álló kis atollt a hullámok gyorsan lemosták. A vulkán beomlott a kalderájába, cunamit váltva ki, amely a közeli szigeteken akár 150 km távolságban is károkat okozott. A kráter peremének legmagasabb részei ma körülbelül 10 méterrel a tengerszint alatt vannak.
2006-ban a két égei-tengeri robbanásból származó tengerfenéki piroklasztikus lerakódásokat a Nemzeti Óceán- és Légkörkutatási Hivatal Ocean Explorer ROV-robotokkal felszerelt expedíciója vizsgálta, vett mintákat és térképezte fel. A kráter fenekét, amely átlagosan 505 méter mélyen van a tenger felszíne alatt, északkeleti részén hidrotermális kürtők mezője jelzi, és sűrű baktériumközösség borítja – fedezte fel a NOAA 2006-os expedíciója. A nyílásokból kiáramló túlhevített (a mérések szerint 224 °C-os), fémmel dúsított víz legfeljebb 4 méter magas, polimetallikus szulfidokból/szulfátokból álló kéményeket épített ki, amelyek nyilvánvalóan az 1650-es esemény óta halmozódtak fel.
A 2006-os expedíció új szeizmikus légpuska-mintavételezési technikákat vetett be annak érdekében, hogy meghatározzák a tenger alatti vulkáni habkő- és hamulerakódás mennyiségét és eloszlását a tengerfenéken Szantorini körül, amelyet 1975 óta széles körűen tanulmányoznak. A minószi esemény(ek) teljes sűrű kőzet-egyenértékes térfogatának felülvizsgált, pontosabb becslése, amely a Szantorini szigetén lévő piroklasztikus tengerfenéki lerakódásokból, disztális hamulerakódásból és ignimbritekből áll, valószínűleg mintegy 60 km³ – ez egy jelentősen megnövelt becslés amely a legnagyobb történelmi robbanáshoz, a Tambora 1815-ös felrobbanásához hasonlítható; a megnövelt becslés befolyásolja az azt követő cunami méretét, ahogy azt széles körben modellezték. 2022 októberében bejelentették, hogy a Kolumbo víz alatti vulkánban egy korábban nem észlelt magmakamrát fedeztek fel körülbelül 2-4 km-rel a tengerszint alatt. A tudósok megállapították, hogy ez fokozatosan magmával töltődik fel. Bár a kitörés még nem fenyeget, ez mégis veszélyt jelent, ami arra késztette őket, hogy a vulkán valós idejű megfigyelését ajánlják. A mintavételek és vizsgálatok jelenleg is intenzíven folynak.

## Fordítás
- Ez a szócikk részben vagy egészben  a   Kolumbo című angol Wikipédia-szócikk ezen változatának fordításán alapul.  Az eredeti cikk szerkesztőit annak laptörténete sorolja fel. Ez a jelzés csupán a megfogalmazás eredetét és a szerzői jogokat jelzi, nem szolgál a cikkben szereplő információk forrásmegjelöléseként.